# Емир Спахић
Емир Спахић (18. август 1980, Дубровник) је бивши босанскохерцеговачки фудбалер и капитен репрезентације Босне и Херцеговине.

## Породица
Емиров отац, Рамиз, пореклом из Бијелог Поља, и његова мајка, Фатима из Гацка, су радили у Дубровнику, где су се упознали и основали породицу. Емир има два брата, старијег Нермина и млађег Алена. Млађи брат Ален је такође фудбалер.